# Jimaní
Jimaní ist eine Provinzhauptstadt der Dominikanischen Republik auf Hispaniola mit über 5000 Einwohnern (weitere 5000 im Einzugsbereich). Sie liegt im Südwesten des Landes an der Grenze zu Haiti und in der Nähe des Lago Enriquillo.

## Geschichte
Das Dorf Jimaní entstand, nachdem sich der spanischsprachige Osten der Insel Hispaniola 1844 von Haiti gelöst und als „Dominikanische Republik“ für unabhängig erklärt hatte. Unter denen, die sich dort niederließen, waren viele Haitianer. Das Dorf wuchs, weil es dank der Lage an der Grenze zu einem Marktort des grenzüberschreitenden Handels wurde.
1943 erhielt Jimaní den Status eines Municipio. Als mit Wirkung vom 1. Januar 1950 die neue Provinz Independencia geschaffen wurde, wurde Jimaní zu deren Hauptstadt.
2004 kam es zu einer verheerenden Überschwemmung des sonst weitgehend trocken gefallenen Flusses Arroyo Blanco.

## Wirtschaft und Verkehr
Jimaní liegt an der Straße, die die beiden Hauptstädte Hispaniolas, Port-au-Prince und Santo Domingo, miteinander verbindet. Infolgedessen ist die Stadt ein verkehrsreicher Grenzübergang. Viele Haitianer nutzen als Grenzgänger die Infrastruktur der Stadt, insbesondere des Gesundheitswesens.

## Nachbarstädte und -orte
Nachbarstädte und -orte sind:
- Cristóbal
- Duvergé
- Vengan a Ver
- Boca de Cachón
- El Limón